# كينغ أوليفر
كينغ أوليفر (بالإنجليزية: King Oliver)‏ هو قائد فرقة ‏ وكاتب أغاني وملحن أمريكي، ولد في 19 ديسمبر 1881 في نيو أورلينز في الولايات المتحدة، وتوفي في 10 أبريل 1938 في سافانا في الولايات المتحدة بسبب نوبة قلبية.

## وصلات خارجية
- كينغ أوليفر على موقع IMDb (الإنجليزية)
- كينغ أوليفر على موقع الموسوعة البريطانية (الإنجليزية)
- كينغ أوليفر على موقع ميوزك برينز (الإنجليزية)
- كينغ أوليفر على موقع قاعدة بيانات برودواي على الإنترنت (الإنجليزية)
- كينغ أوليفر على موقع إن إن دي بي (الإنجليزية)
- كينغ أوليفر على موقع أول ميوزيك (الإنجليزية)
- كينغ أوليفر على موقع ديسكوغز (الإنجليزية)